# Kaiane Aldorino
Kaiane Aldorino - ou Kaiane Aldorino Lopez, née le 8 juillet 1986 à Gibraltar, est un mannequin et une femme politique gibraltarienne, élue Miss Gibraltar pour l'année 2009, puis Miss Monde à Johannesbourg (Afrique du Sud) le 12 décembre 2009. Elle est maire de Gibraltar de 2017 à 2019.

## Biographie

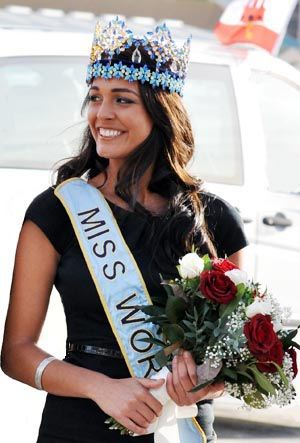
Kaiane Aldorino arrivant à l'aéroport de Gibraltar après son élection de Miss Monde (2010).

Kaiane Aldorino naît le 8 juillet 1986 à Gibraltar. Elle est assistante aux ressources humaines à l'hôpital Saint Bernard et embrasse en parallèle une carrière de mannequin. Élue Miss Gibraltar pour l'année 2009, elle remporte le titre de Miss Monde à Johannesbourg (Afrique du Sud) le 12 décembre 2009, succédant à la Russe Kseniya Sukhinova. Elle est la première Miss Monde issue de Gibraltar[réf. souhaitée].
Comme une large majorité de Gibraltariens, outre l'anglais, elle parle également l'espagnol.
Elle devient le plus jeune maire de Gibraltar le 5 avril 2017 ; il s'agit d'une fonction essentiellement honorifique et peu politique. Elle prend position pour que le territoire reste sous souveraineté britannique lors de la crise diplomatique entre le Royaume-Uni et l'Espagne née après le Brexit concernant les revendications espagnoles sur le rocher.
Elle est mariée et mère d'une fille.